# 大和いも

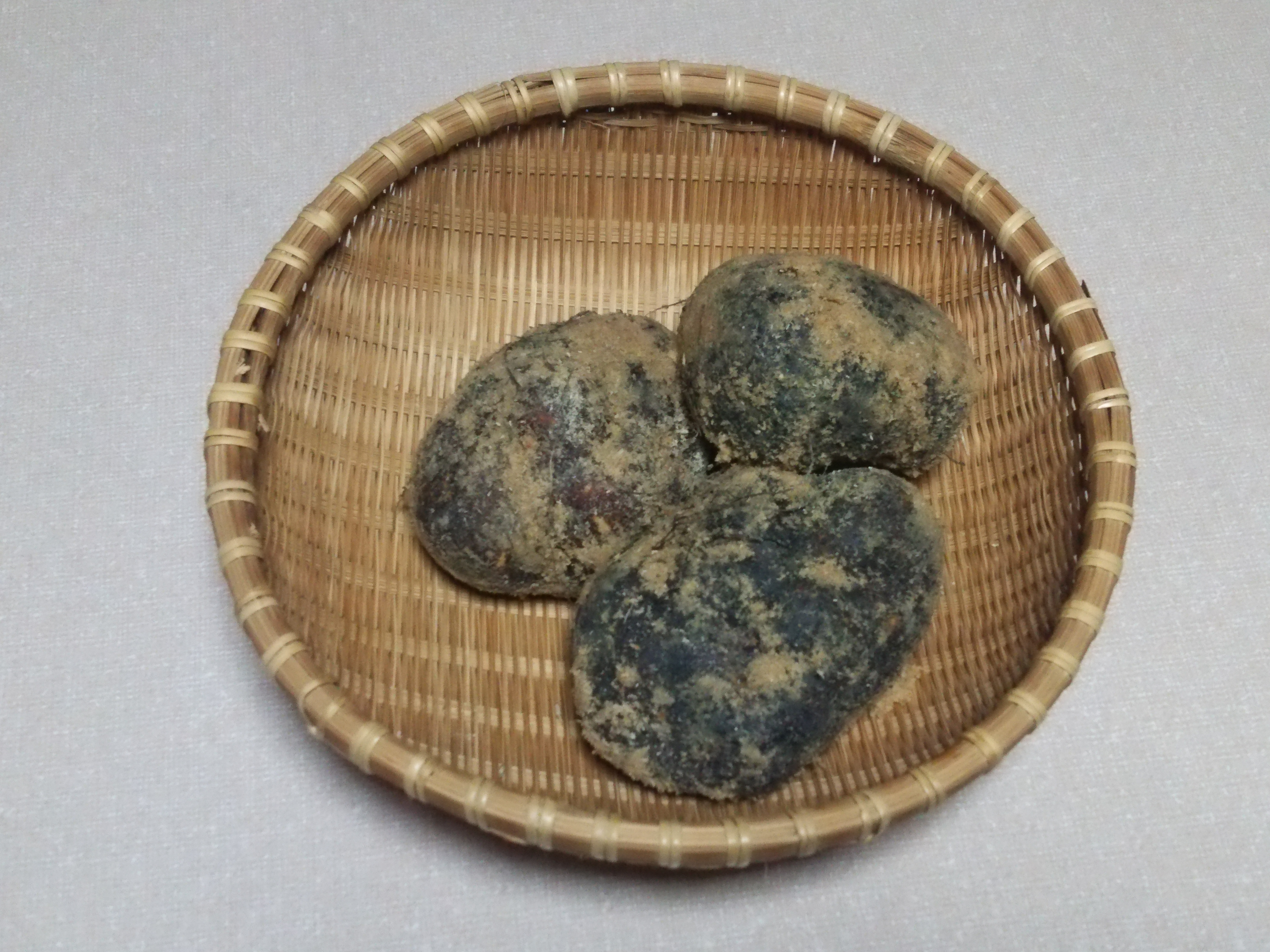
大和の伝統野菜「大和いも」

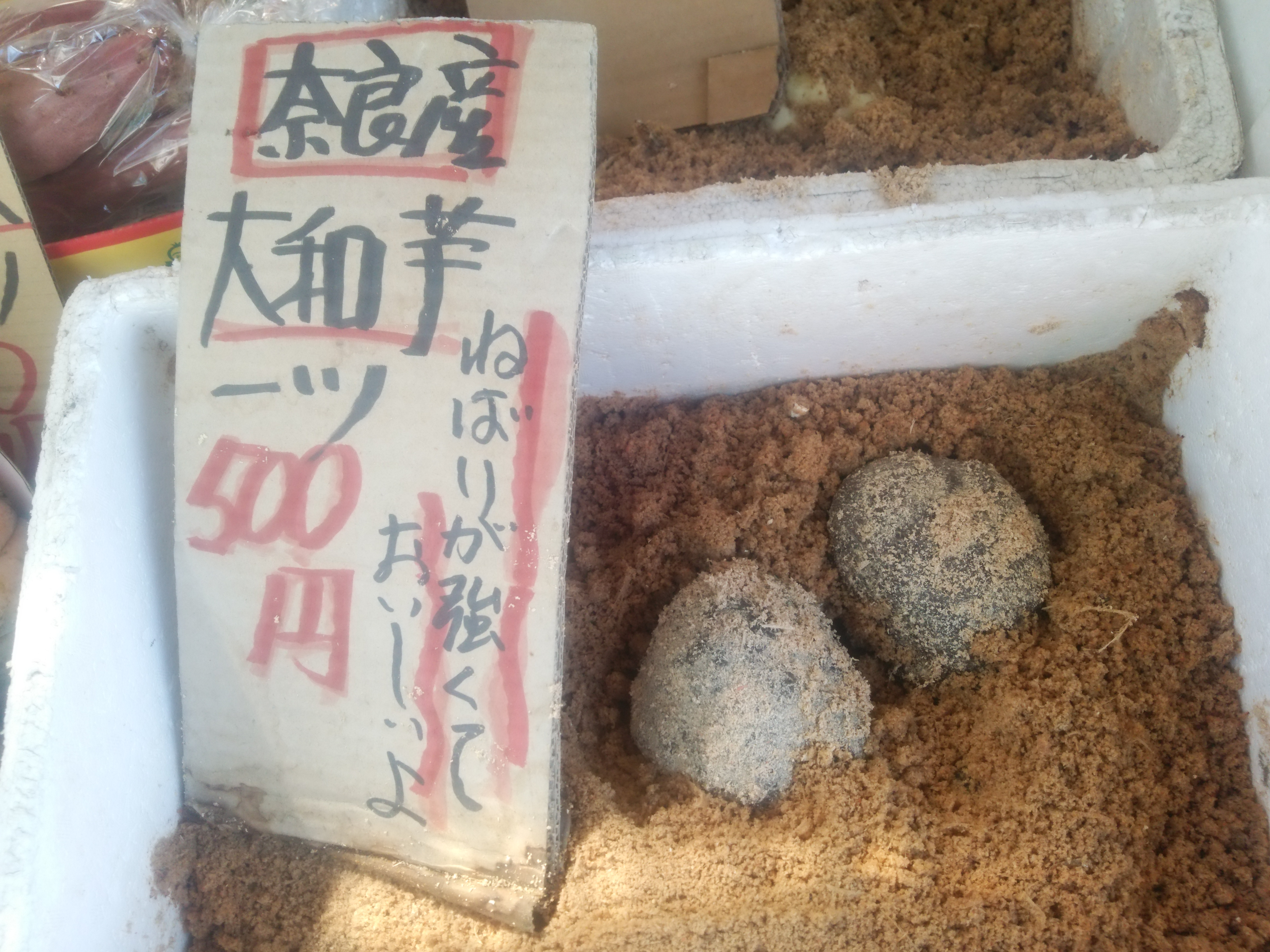
店頭に並ぶ「大和いも」

大和いも（やまといも）は、ヤマノイモ科のつる性多年草の芋で、奈良県在来のツクネイモの品種。奈良県産の「大和いも」は粘り気の強いげんこつ型黒皮ツクネイモである。県内で古くから栽培されきた伝統野菜の一つとして奈良県 により「大和野菜」に認定されている。

## 歴史
大和いもを含むツクネイモ群は、大陸から渡来したナガイモ（学名: Dioscorea opposita Thunb. 英: Chinese yam）の一種で、山に自生する日本原産のヤマノイモ（学名：Dioscorea japonica Thunb. 英名：Japanese yam）とは別の種である。
古い記録では、ヤマノイモ、ナガイモ両種を混同して「薯蕷」（あるいは「暑預」）の語が使われているとみられ、ナガイモの渡来時期が分かる資料はない。つくねいもの名前が最初に登場するのは『清良記』（1654年頃）、「薯蕷（やまのいも）」の栽培の記録があるのは『百姓伝記』（1681～1684年頃）、『農業全書』（1697年）以降であり、渡来時期は17世紀以前であると大雑把に推定されるのみである。
大和にかかわって「薯蕷」「暑預」の文字が現れる資料としては、
- 『日本書紀』巻第十六「武烈天皇」に「暑預(うも)を掘らしむ」
- 『正倉院文書』に「漿料、栗子、薯預、梨子、郁子、蓮根、干柿、」（760年天平宝字4年）他
- 『東大寺文書』四ノ五十二に「白米六斗進上茗荷一蕗青菜苣大笋少少小笋暑預二柄山老五升小豆四升白豆五合串柿九串」（1176年安元2年）

との記述がある。

また、1533年（天文2年）奈良転害郷（現奈良市手貝町）の塗師松屋久政によって起筆され、久好、久重の3代にわたって1650年（慶安3年）まで書き継がれた茶会記『松屋会記』に記された茶会の食材と料理の中には、「山ノイモ」や「スイモノ山ノイモ」の記述が見られる。

これらは今のところ、自生のヤマノイモ（自然薯）であると考えられる。

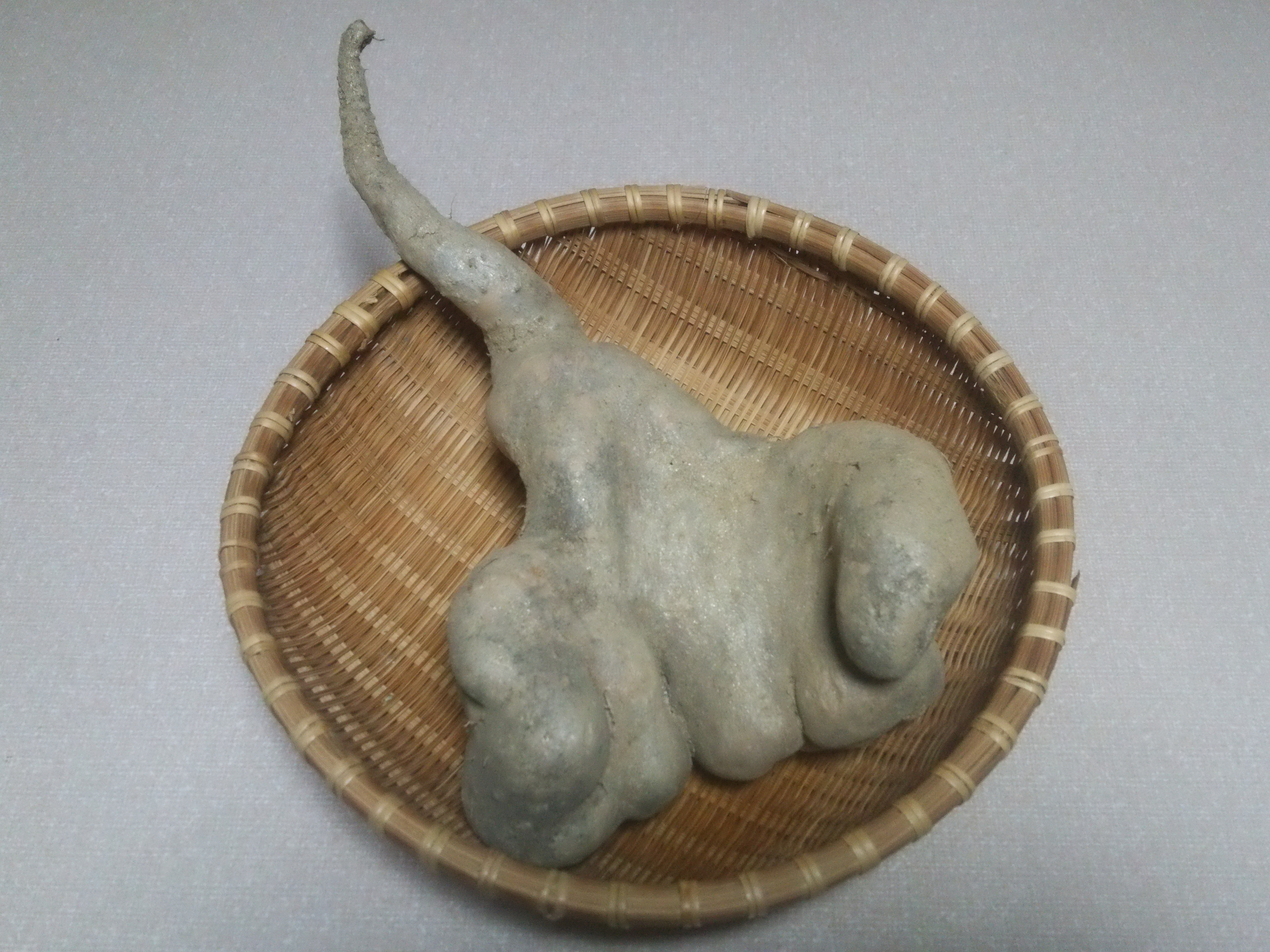
江戸時代に「大和いも」と呼ばれていた「仏掌薯（つくねいも）」

江戸時代の『本草綱目啓蒙』および『成形図説』に「大和イモ」「大和芋」の名が現れるが、この頃は「仏掌薯（つくねいも）」を指していた。1924年（大正13年）の『本場に於ける蔬菜栽培秘法』（三農学士編　柴田書房）にも「大和蕷薯〔ママ〕 一名仏掌薯（ツクネイモ）」の項があり、この頃まで「仏掌薯（つくねいも）」が「大和いも」と呼ばれていたことが分かる。
1881-82年（明治14-15年）頃の記録を記した『大和国町村誌集』には、「葛上郡組合村櫛羅　芋二万貫目（75t）」（現御所市）と記されている。これが「大和黒皮」「櫛羅いも」とも呼ばれるげんこつ型黒皮ツクネイモ、つまり現在の「大和いも」であると考えられる。

1911年（明治44年）、奈良県農事試験場（現農業研究開発センター）がツクネイモの品種試験を開始した。黒皮ツクネの特徴として「所謂大和薯にして本県の原産なり　蔓褐色にして太く葉は広き心臓形にして葉肉厚く濃緑なり　草勢強壮にして本県の風土に能く適正す　塊根は球状にして豊肥凹凸なく外皮粗厚にして小亀裂をなして亀甲形の斑点をなす　肉質純白水分少なく粘気強くして品質頗る佳良　料理用菓子用蒲鉾用等に用途広く四ヶ年平均反当収量六百三十二貫四百匁（2.37t）にして種薯に対する生産割合は約八倍に達し供試各品種中第二位にありと雖も其価格高きが故に経済上は寧ろ第一位を占む　該薯は零余子（むかご）は頗る小にして二ヶ年間栽培せざれば種薯に供養し難し」と記録されている。

1919年（大正8年）にヤマトイモの純系が育成されたとされる。
一方で、奈良の食文化研究会は『出会い 大和の味』の「大和芋」の中で、「明治の中ごろ、大和の配置売薬家が丹波から種芋を持ち帰って植えられた」との説もあることを紹介している。
1933年（昭和8年）、系統比較と選抜により、純系「やまといも」の育成が行われた。1935年（昭和10年）には南葛城郡大正村櫛羅（現御所市）に薯蕷試験地が開設されて品種改良試験が行われた。これにより県内の生産熱が高まり80haに作付けされ、大阪市場をはじめ各市場で「やまといも」の名声が高まった。

1938年（昭和13年）には、宇智村農会（現五條市）の窪田敏文によって『大和薯の栽培秘法』が著されている。

それによると、「第二節　大和薯の性状」として、「花は小形で白く雌雄に別れ根は扁平丸形等であります　蔓は長く伸び濃緑色であります。」とあり、扁平丸形のイモであったことが分かる。また、「第六節　栽培」に「種用大和薯は（中略）一個四五十匁位上の根塊を」とあり、種イモ用に使うイモが150g～180gであったことが分かる。
奈良県で栽培される、げんこつ型黒皮ツクネイモの「大和いも」が、2005年（平成17年）10月5日、「大和の伝統野菜」として「大和野菜」に認定された。

## 特徴
芋が球形をしたものをツクネイモ群と称し、表皮が黒いものは大和いも、白いものは伊勢いもと呼ばれるが、いずれも中身は白色である。
高タンパク質である。また、多繊維質で「山薬」の名で整腸薬として使われたこともある。粘り気が格段に強いが、クセが強くなく食べやすい。

## 産地
土質を選び、乾燥をきらうので、栽培が難しく、産地は限られる。奈良県御所市産のものは「御所芋」と呼ばれている。特に御所市櫛羅（くじら）の葛城山麓で産するものは、産地の地名を取って「櫛羅（くじら）いも」とも呼ばれる。その他に天理市などで栽培されている。

## 利用法
優れた品質から、高級料理の食材として珍重され、薯蕷饅頭やかるかんなど和菓子の原料に用いられる。

摺りおろしてとろろごはんにしたり、汁ものに落として餅のような具（落とし汁）にしたりする。揚げ物にしても美味しい。
摺りおろしただけでは粘りが強い場合、溶き卵や吸い物出汁で伸ばしたりするが、本場の奈良県では、卵と味噌汁を加えて摺りのばし、「とろろ汁」にすることが多い。

主産地御所市の葛城高原ロッジでは、大和いもを摺りおろして鍋の出汁で伸ばし、鍋の具材に絡めて食べる「山芋鍋」を味わえる。

皮をむいて薄切りにし茹でてから田楽味噌をつけて軽く焼くと、他の芋とは違った味わいのある味噌田楽になる。
大和いもは親芋の下に子芋ができる姿から、円満な家庭と重ねて「めでたいいも」とか「孝行いも」とも呼び、おせち料理の煮物にも使われる。